# Frontera entre Guinea y Sierra Leona

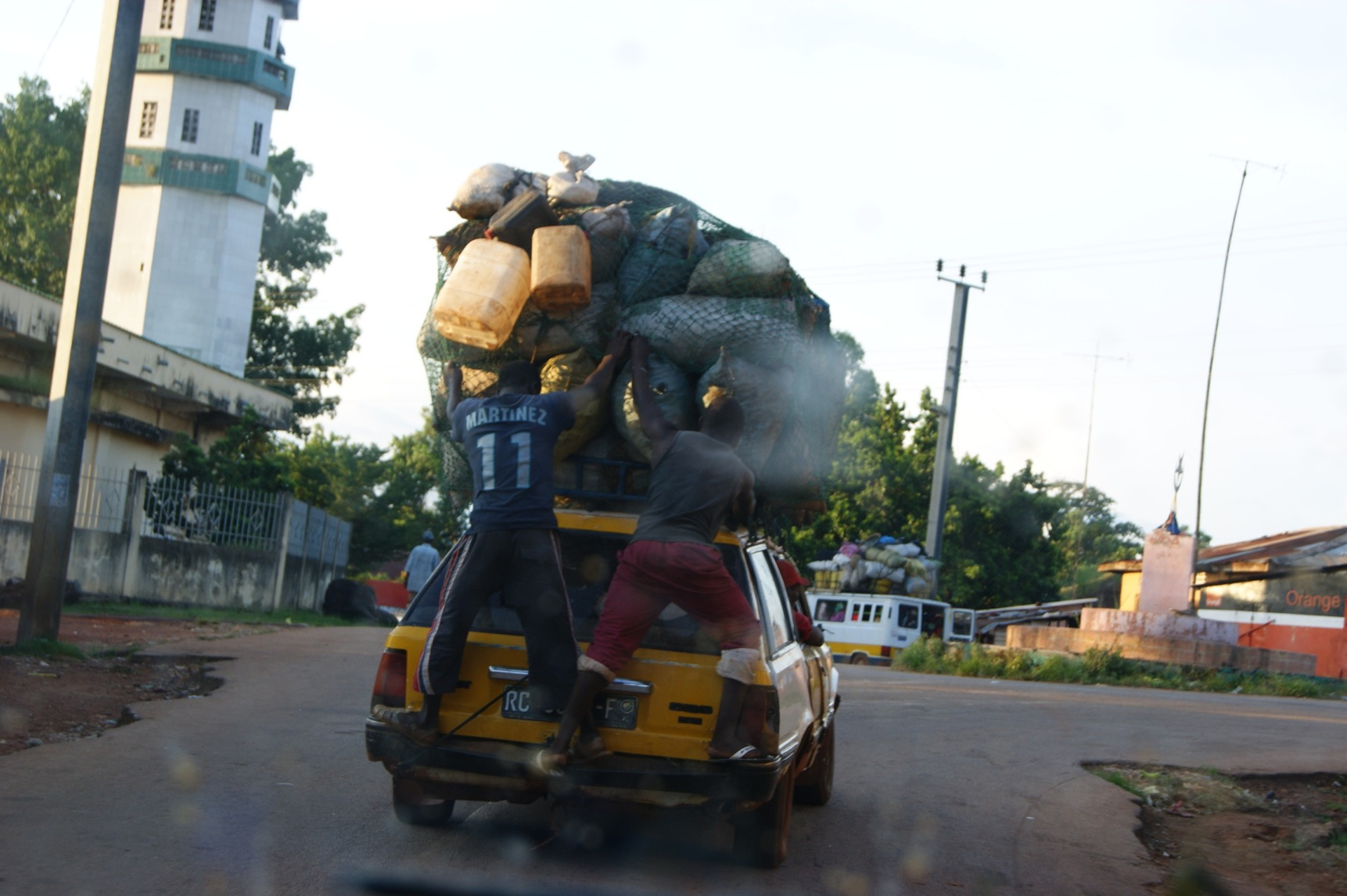
Vehículo cargado cerca de la frontera.

La frontera entre Guinea y Sierra Leona es la frontera es la línea limítrofe que separa el sur y este de Guinea del norte y oeste de Sierra Leona en el África Occidental, separando las regiones guineanas de Kindia, Mamou, Faranah y Nzérékoré de las regiones de Sierra Leona de Norte y Este. Tiene 652 km de longitud. El trazado es un arco que comienza en el litoral del océano Atlántico en una latitud aproximada de 9° N y longitud 13° O, que va hacia el nordeste a lo largo del río Great Scarcers hasta el extremo norte (latitud aproximada 10° N) de la frontera. A partir de ahí, toma un trazado hacia el este de unos 200 km, en el que hay rasgos rectilíneos en dirección a los paralelos. En las proximidades de la longitud 11° O la frontera tuerce hacia el sureste hasta la triple frontera entre Guinea, Sierra Leona y Liberia.
Durante la guerra civil de Sierra Leona tropas guineanas ocuparon la villa de Yeng, provocando una disputa fronteriza en la que ha actuado como mediador la Comunidad Económica de Estados de África Occidental.